# 유니폼 오피스 포맷
유니폼 오피스 포맷(Uniform Office Format, UOF, 중국어: 标文文, Unified Office Format)은 중국에서 개발된 오피스 애플리케이션을 위한 개방형 표준이다. 워드 프로세싱, 프리젠테이션, 스프레드시트 모듈을 포함하며 GUI, API, 형식 사양으로 구성된다. 설명된 문서 형식은 오픈도큐먼트 및 오피스 오픈 XML과 유사하게 압축 파일 컨테이너에 포함된 XML을 사용한다.
표준을 작성한 실무 그룹은 2002년 1월에 설립되었으며, 사양의 첫 번째 초안은 2005년 12월에 작성되었다.